# 地域高規格道路一覧
地域高規格道路一覧（ちいきこうきかくどうろいちらん）は、地域高規格道路（計画路線、候補路線）を地方整備局管内別に分けた一覧である。

## 凡例
- ○：自動車専用道路もしくは自動車専用道路として建設される予定の道路
- (整)：全線もしくは一部が整備区間
- (調)：調査区間
- (現)：現道強化当面活用区間

## 北海道開発局管内
計画路線
- 遠軽北見道路
  - (整)○生田原道路
  - (整)○旭峠道路
  - (調)佐呂間道路
  - (調)端野道路
- 旭川十勝道路
  - (整)旭川東神楽道路（北海道道37号鷹栖東神楽線）
  - (整)○富良野北道路
  - (整)○富良野道路
- 根室中標津道路
  - (整)主要地方道根室中標津線
  - (調)別海中央道路
- 釧路中標津道路
  - (整)上別保道路
  - (整)阿歴内道路
  - (整)春別道路
  - (整)上春別防雪
- 道央圏連絡道路
  - (整)新千歳空港関連
  - (整)泉郷道路
  - (整)長沼南幌道路
  - (整)中樹林道路
  - (整)美原バイパス
  - (整)美原道路
  - (整)当別バイパス
- 函館新外環状道路
  - (整)○空港道路
  - (調)古川道路
- 帯広空港道路
  - (整)北海道道1157号幸福インター線
- 松前半島道路
  - (調)知内道路
- 渡島半島横断道路
  - (整)国縫道路
  - (整)花石道路

候補路線
- 道東縦貫道路
- 札幌南環状道路
- 帯広圏連絡道路

## 東北地方整備局管内
計画路線
- 弘前黒石I.C連絡道路
  - (整)弘前尾上道路
  - (整)尾上黒石道路
- 下北半島縦貫道路[1]
  - (整)○むつ南バイパス
  - (整)○奥内バイパス
  - (整)○横浜北バイパス
  - (整)○横浜南バイパス
  - (整)○吹越バイパス
  - (整)○有戸北バイパス
  - (整)○有戸バイパス
  - (整)○野辺地バイパス
  - (整)○野辺地七戸道路
- 宮古盛岡横断道路
  - (整)○宮古箱石道路
  - (整)○宮古西道路
  - (整)○田鎖蟇目道路
  - (整)○箱石達曽部道路
  - (整)達曽部道路
  - (整)○平津戸松草道路
  - (整)○区界道路
  - (整)簗川道路
  - (整)○都南川目道路
- 三陸北縦貫道路
  - (整)○三陸沿岸道路 田老岩泉道路
  - (整)○三陸沿岸道路 岩泉道路（開通時は「中野バイパス」）
  - (整)○三陸沿岸道路 田野畑道路
  - (整)○三陸沿岸道路 尾肝要道路
  - (整)○三陸沿岸道路 尾肝要普代道路
  - (整)○三陸沿岸道路 普代道路（「普代バイパス」として整備）
  - (整)○三陸沿岸道路 野田久慈道路
- 盛岡秋田道路
  - (整)橋場改良
  - (整)○角館バイパス
- みやぎ県北高速幹線道路
  - (整)○(主)築館登米線(加倉・北方工区）
- 本荘大曲道路
  - (整)○岩谷道路
  - (整)○大曲西道路
- (整)○秋田中央道路
- 新庄酒田道路
  - (整)○新庄南バイパス
  - (整)○新庄古口道路
  - (整)○高屋防災
  - (整)○高屋道路
  - (整)○戸沢立川道路
  - (整)○余目酒田道路
- 新潟山形南部連絡道路
  - (整)○赤湯バイパス
  - (整)○梨郷道路
  - (整)〇小国道路
- 福島空港・あぶくま南道路
  - (整)○あぶくま高原道路
- 郡山西環状道路
  - (整)郡山バイパス
- (整)○会津縦貫北道路
- 会津縦貫南道路
  - (整)小沼崎バイパス
  - (整)○湯野上バイパス
  - (整)下郷田島バイパス（○下郷IC - 田島IC）

候補路線
- 西津軽能代沿岸道路
- 開運橋飯岡道路
- 石巻新庄道路
- 大曲鷹巣道路
- 栃木西部・会津南道路
- いわき東道路

### 仙台都市圏自専道等
計画路線
- ○仙台東道路
- ○(整)仙台西道路
- ○(整)仙台南部道路

候補路線
- 仙台南道路
- 仙台北道路
- 仙台バイパス
- 仙台外郭環状道路
- 宮城県横断自動車道
- 仙台空港連絡道
- 仙台港連絡道路

## 関東地方整備局管内
群馬県・栃木県・茨城県・千葉県・埼玉県・東京都・神奈川県・山梨県・長野県北部
計画路線
- 水戸外環状道路
  - (整)○常陸那珂有料道路
  - (調)主要地方道常陸那珂港山方線
- 百里飛行場連絡道路
  - (整)千代田石岡バイパス
- 常総・宇都宮東部連絡道路
  - (整)真岡南バイパス
  - (整)真岡バイパス
  - (整)真岡北バイパス
  - (整)真岡宇都宮バイパス
  - (整)宇都宮高根沢バイパス
  - (整)氏家矢板バイパス
- 茨城西部・宇都宮広域連絡道路
  - (整)春日部古河バイパス
  - (整)古河小山バイパス
  - (整)小山石橋バイパス
  - (整)石橋宇都宮バイパス
  - (調)宇都宮環状北道路
  - (整)宇都宮北道路
- (整)○日光宇都宮道路
- 上信自動車道
  - (整)渋川西バイパス
  - (整)金井バイパス
  - (整)川島バイパス
  - (整)祖母島〜箱島バイパス
  - (整)吾妻東バイパス
  - (整)吾妻西バイパス
  - (整)八ッ場バイパス
  - (整)長野原バイパス
  - (整)長野原嬬恋バイパス
  - (調)嬬恋バイパス
  - (調)（群馬・長野県境部）
- 熊谷渋川連絡道路
  - (整)○熊谷バイパス（本線）
  - (整)○深谷バイパス（本線）
  - (整)上武道路
  - (整)前橋渋川バイパス
- 西関東連絡道路
  - (整)皆野寄居バイパス
  - (整)皆野秩父バイパス
  - (整)長尾根バイパス
  - (整)大滝トンネル
  - (整)雁坂道路
  - (整)○甲府山梨道路(I期)
  - (整)○甲府山梨道路(II期)
- 銚子連絡道路
  - (整)○山武東総道路
  - (整)山武東総道路二期
  - (整)山武東総道路三期
  - (現)八木拡幅
- 千葉中環状道路
  - (整)(都)塩田町誉田町線
  - (整)(都)新港横戸町線
- 茂原・一宮・大原道路
  - (整)茂原一宮道路
- (調)館山・鴨川道路
- 新滝山街道
  - (整)(一)淵上日野線
  - (整)(主)八王子あきる野線
  - (整)国道411号
- (整)○厚木秦野道路（圏央厚木IC - 厚木北IC・伊勢原市西富岡 - 秦野中井IC）
- (整)横浜環状2号線
- 新山梨環状道路
  - (整)〇新山梨環状道路 南部区間
  - (整)〇新山梨環状道路 北部区間
  - (整)〇新山梨環状道路 東部区間
- 松本糸魚川連絡道路
  - (整)安曇野道路

候補路線
- 栃木西部・会津南道路
- 取手・谷和原連絡道路
- 茨城北部幹線道路
- 鴨川・大原道路
- 千葉外環状道路
- 三浦房総連絡道路
- 三浦縦貫道路
- 津久井相模原連絡道路
- 横浜北部放射連絡道路
- 横浜藤沢線
- 甲府富士北麓連絡道路
- 長野環状道路

### 東京圏都市圏自専道
計画路線
- ○首都高速道路
- (整)○東埼玉道路
- (整)○新大宮上尾道路
- (整)○第三京浜道路
- (整)○千葉東金道路
- (整)○東京湾横断道路
- (整)○東京湾横断道路連絡道
- 川崎縦貫道路（II期）
- (整)○保土ヶ谷バイパス
- (整)○横浜横須賀道路
- (整)横浜新道
- (整)○新湘南バイパス（I期）

候補路線
- 千葉茨城道路
- 東埼玉道路延伸
- 核都市広域幹線道路（埼玉）
- 多摩新宿線
- 練馬線
- 2号線延伸
- 核都市広域幹線道路（東京）
- 北千葉線
- 都心新宿線
- 第二東京湾岸道路
- 第二東京湾岸道路延伸
- 北千葉道路
- 千葉環状道路
- 核都市広域幹線道路（千葉）
- 東京湾岸道路（千葉地区専用部）
- 横浜環状道路（西側）
- 高速磯子線
- 高速扇島線
- 核都市広域幹線道路（神奈川）
- 川崎縦貫道路延伸
- 相模野幹線

## 北陸地方整備局管内
新潟県・富山県・石川県
計画路線
- 新潟山形南部連絡道路
  - (整)荒川道路
  - (整)○鷹ノ巣道路
  - (整)○小国道路
- 新潟南北道路
  - (調)新潟島道路
  - (整)万代橋下流橋
  - (整)沼垂道路
  - (整)栗ノ木道路
  - (整)紫竹山道路
  - (整)亀田バイパス
- 新潟東西道路
  - (整)新潟西道路
  - (整)○新潟西バイパス
  - (整)新潟バイパス
  - (整)新新バイパス
- (整)(調)長岡東西道路
- 上越魚沼地域振興快速道路
  - (整)上新バイパス
  - (整)○上越三和道路
  - (整)○三和安塚道路
  - (整)○十日町道路
  - (整)○八箇峠道路
- 松本糸魚川連絡道路
  - (整)松糸・今井道路
- 高岡環状道路
  - (整)高岡環状線
- 富山外郭環状道路
- 富山高岡連絡道路
  - (整)富山高岡バイパス
- 富山高山連絡道路
  - (現)南富山拡幅
  - (整)大沢野・富山南道路
  - (整)猪谷楡原道路
- 能登空港インター道路
- 金沢能登連絡道路
  - (整)金沢田鶴浜線
  - (整)○のと里山海道（(調)(現)内灘-白尾）（(現)柳田-徳田大津）
- 月浦白尾IC連絡道路
  - (整)七塚宇ノ気線
  - (整)津幡バイパス
- 金沢外環状道路
  - (整)金沢外環状道路
  - (整)金沢東部環状道路
  - (整)海側幹線（今町〜鞍月）
- 小松白川連絡道路

候補路線
- 新潟東道路
- 新潟海岸幹線道路
- 珠洲道路
- 門前道路
- 福井加賀道路

## 中部地方整備局管内
岐阜県・静岡県・愛知県・三重県・長野県南部
計画路線
- 富山高山連絡道路
  - (整)〇高山国府バイパス
- 高山下呂連絡道路
  - (整)石浦バイパス
- 濃飛横断自動車道
  - (整)堀越峠道路
  - (整)和良工区
  - (整)和良金山道路
  - (整)金山下呂道路
  - (整)中津川工区
- 岐阜南部横断ハイウェイ
  - (整)(調)岐大バイパス
  - (整)坂祝バイパス
  - (整)新愛岐道路
- 小松白川連絡道路
- 静岡東西道路
  - (整)静清バイパス（○八坂-唐瀬IC）
  - (整)岡部バイパス
  - (整)○藤枝バイパス
- 静岡南北道路
  - (整)(主)山脇大谷線（〇新静岡IC-豊地IC）
- 金谷御前崎連絡道路
  - (整)金谷相良道路
  - (整)相良バイパス
  - (整)南遠道路
- 豊橋浜松道路
  - (整)豊橋バイパス
  - (整)豊橋東バイパス
  - (整)○潮見バイパス
  - (整)○浜名バイパス
  - (調)○浜松湖西豊橋道路
- 衣浦豊田道路
  - (現)豊田南バイパス
  - (現)豊田北バイパス（豊田市扶桑町-豊田市勘八町）
- 知多中央道路
  - (整)○知多半島道路
  - (整)○南知多道路
- 名豊道路
  - (整)名四バイパス
  - (整)知立バイパス
  - (整)岡崎バイパス
  - (整)蒲郡バイパス
  - (整)豊橋バイパス
- 四日市インターアクセス道路
  - (整)四日市バイパス
  - (整)四日市湯の山道路
- 伊勢志摩連絡道路
  - (整)第二伊勢道路
  - 磯部バイパス
- (調)名神名阪連絡道路
- 伊那木曽連絡道路
  - (整)権兵衛峠道路
  - (整)姥神峠道路

候補路線
- 美濃加茂下呂連絡道路
- 岐阜環状道路
- 岐阜羽島道路
- 静清環状道路
- 浜松環状道路
- 豊橋環状道路
- 三遠伊勢連絡道路
- 東海南海連絡道

### 名古屋都市圏自専道
計画路線
- (整)○名古屋高速道路
- (調)(整)(調)○名古屋瀬戸道路
- (調)○名岐道路
- (整)○知多横断道路
- (調)(整)○西知多道路
- (調)○名浜道路
- 一宮西港道路
- (整)○鈴鹿亀山道路

候補路線
- ○名濃道路 （小牧・美濃加茂）
- ○名古屋豊田道路
- ○春日井インター道路
- ○名古屋三河道路
- 名古屋港道路
- ○名古屋東西道路
- 四日市湾岸道路

## 近畿地方整備局管内
福井県・滋賀県・京都府・大阪府・兵庫県・奈良県・和歌山県
計画路線
- (整)(調)福井港丸岡インター連絡道路
- 福井外環状道路
- 琵琶湖西縦貫道路
  - (現)マキノ拡幅
  - (整)湖北バイパス
  - (現)高島バイパス
  - (整)小松拡幅
  - (整)志賀バイパス
  - (整)○湖西道路
  - (整)西大津バイパス
- 甲賀湖南道路
  - (整)水口道路
  - (整)栗東水口道路
- (調)名神名阪連絡道路
- 鳥取豊岡宮津自動車道
  - (整)○東浜居組道路
  - (整)○浜坂道路
  - (整)○余部道路
  - (整)○香住道路
  - (整)○竹野道路
  - (整)○城崎道路
  - (整)○大宮峰山道路
  - (整)○野田川大宮道路
  - (整)○宮津野田川道路
- 大阪内陸都市環状線
  - (整)(主)堺狭山線
  - (整)(主)富田林泉大津線
- 大阪橋本道路
  - (整)石仏バイパス
  - (整)紀見道路
- (整)○播但連絡道路
- (整)○東播磨南北道路
  - (整)加古川小野線
- 東播丹波連絡道路
  - (整)西脇バイパス
  - (整)西脇北バイパス
- (整)中和東幹線
- (調)中和西幹線
- 五條新宮道路
  - (整)越路道路
  - (整)相賀高田工区
  - (整)日足道路
  - (整)相須工区
  - (整)熊野川・本宮道路
  - (整)本宮道路
  - (整)十津川道路
  - (整)風屋川津工区
  - (整)川津道路
  - (整)宇宮原工区
  - (整)宇宮原バイパス
  - (整)長殿道路
  - (整)辻堂バイパス
  - (整)阪本工区
  - (整)新天辻工区

候補路線
- 福井加賀道路
- 丹南西縦貫道路
- 宇治木津線
- 京都中部阪神連絡道路
- 国文都市連絡道路
- 新名神連絡道路
- 紀泉連絡道路
- 紀伊淡路連絡道路
- 東播磨内陸道路
- 中和西幹線
- 東海南海連絡道
- 橋本高野山道路
- 奈良中部熊野道路
- 白浜空港フラワーライン
- 和歌山環状道路

### 大阪圏都市圏自専道
計画路線
- (整)○京滋バイパス
- ○阪神高速道路
- ○京都高速道路
  - (整)○阪神高速道路新十条通
  - (整)○阪神高速道路油小路線
- (整)○第二京阪道路
- ○洛南連絡道路
  - (整)○洛南道路
- 学研都市連絡道路
  - (整)清滝生駒道路
- 新御堂筋・延伸
  - (整)国道423号(大阪市-箕面市)
  - (整)○箕面道路
- 南阪奈道路
  - (整)○南阪奈道路
  - (整)大和高田バイパス（一部区間）
- (整)○第二阪奈道路
- (調)大阪南部高速道路
- (整)堺泉北道路
- 第二阪和国道
  - (整)○第二阪和国道(石田ランプ - 深日ランプ)
  - (整)○和歌山岬道路
  - (整)和歌山北バイパス
- 第二神明道路
  - (整)○国道2号(垂水区-西区)
- 神戸西バイパス
  - (整)○神戸西バイパス
- 神戸中央線
  - (整)新神戸トンネル有料道路(II期)
- (整)六甲北有料道路
- (整)○大阪湾岸道路西伸部
- (調)名神湾岸連絡線
- 東神戸線

候補路線
- 京阪連絡道路
- 大阪八尾線
- 阪神高速道路大阪泉北線延伸
- 第二大阪湾岸道路
- 大阪門真線(阪神高速2号淀川左岸線延伸部)
- 城東線
- 北大阪ライン
- 大阪湾岸道路南延伸
- 阪神間南北線
- 神戸中央線南伸部

## 中国地方整備局管内
計画路線
- 山陰近畿自動車道
  - (整)○駟馳山バイパス
  - (整)○東浜居組道路
- 鳥取環状道路
  - (整)(都)宮下十六本松線
- 北条湯原道路
  - (整)○北条倉吉道路
  - (整)○倉吉道路
  - (整)○倉吉関金道路
  - (整)犬挟峠道路
  - (整)初和下長田道路
- 江府三次道路
  - (整)江府道路
  - (整)○生山道路
  - (整)鍵掛峠道路
  - (整)高道路
- 境港出雲道路
  - (整)松江だんだん道路（○国道9号IC-松江JCT）
  - (整)松江北道路
  - (整)東林木バイパス
  - (整)出雲バイパス
  - (整)出雲インター線
- 石見空港道路
  - (整)(一)石見空港飯田線
- 倉敷福山道路
  - (整)玉島バイパス
  - (整)○玉島笠岡道路
  - (整)○笠岡バイパス
  - (整)○福山道路
  - (整)赤坂バイパス
  - (整)松永道路（○今津ランプ-福山西IC）
- 空港津山道路
  - (整)岡山北バイパス
  - (整)津山南道路
  - (整)津山バイパス
- 岡山環状道路
  - (整)岡山西バイパス
  - (整)岡山環状南道路
  - (整)藤田浦安南町線
- 美作岡山道路
  - (整)○(主)佐伯長船線
  - (整)○(主)岡山吉井線
  - (整)○吉井英田道路
  - (整)○英田湯郷道路
  - (整)○湯郷勝央道路
- 福山本郷道路
  - (整)○尾道バイパス
  - (整)○木原道路
  - (整)三原バイパス
- 岩国大竹道路
  - (整)○岩国・大竹道路
  - (整)岩国南バイパス
- 東広島高田道路
  - (整)○東広島道路
  - (整)(主)吉田豊栄線（○向原吉田道路）
- (調)(現)○広島中央フライトロード
  - (現)○本郷大和線
- 福山環状道路
  - (整)福山西環状線
  - 福山東環状線
  - 福山北環状線
- 下関西道路
  - (整)下関北バイパス
- 小郡萩道路
  - (整)○美東大田道路
  - (整)○大田絵堂道路
  - (整)○絵堂萩道路
- 山口宇部小野田連絡道路
  - (整)○(主)山口宇部線
  - (整)(都)宇部湾岸線
  - (調)(整)妻崎開作小野田線

候補路線
- 郡家中山道路
- 益田廿日市道路
- 岡山空港道路
- 岡山倉敷道路
- 福山御調道路
- 下関北九州道路
- 周南道路

### 広島都市圏自専道
計画路線
- 広島高速道路
  - (整)○広島高速1号線
  - (整)○広島高速2号線
  - (整)○広島高速3号線
  - (整)○広島高速4号線（山陽自動車道と接続計画あり[2]）
  - 広島高速5号線
    - (整)○東部線（温品JCT～広島駅北口出入口）（事業中）
    - (調)東部線II期
- 東広島廿日市道路
  - (整)○安芸バイパス
  - (整)○東広島バイパス
  - (整)(調)○広島南道路
    - 海田大橋
    - 広島高速3号線
    - 広島市道広島南道路
    - 広島南道路（木材港西～廿日市）（事業中）
- 広島呉道路
  - (整)○広島呉道路
- 広島西道路
  - (整)○西広島バイパス
- 草津沼田道路

※広島市道草津沼田線の一部を草津沼田道路（以前の草津沼田有料道路、2010年3月20日より無料）と呼ぶが、これとは別の調査区間計画路線
候補路線
- 広島北道路
- 広島高速道路[4]
  - 東部線II期（仮称）（高速５号線～高速４号線）
  - 南北線(仮称)（東部線(Ⅱ期)～高速３号線）
  - 草津沼田道路（仮称）（高速３号線～高速４号線）

## 四国地方整備局管内
計画路線
- 阿南安芸自動車道
  - (整)○桑野道路
  - (整)○福井道路
  - (整)○日和佐道路
  - (調)○海部道路
  - (整)○海部野根道路
  - (整)野根安倉道路
  - (整)北川道路
  - (整)○北川奈半利道路
  - (整)○奈半利安芸道路 
  - (整)○安芸道路
- 高知松山自動車道
  - (整)高知西バイパス（II期区間）
  - (整)越知道路
  - (整)○三坂道路
- 徳島環状道路
  - (整)○徳島東環状道路
  - (整)○徳島南環状道路
  - (整)○徳島西環状道路
- 高松環状道路
  - (整)中間工区
  - (整)香南工区
- 松山外環状道路
  - (整)○松山外環状道路インター東線
  - (整)○松山外環状道路インター線
  - (整)○松山外環状道路空港線
- 大洲・八幡浜自動車道
  - (整)○名坂道路
  - (整)八幡浜道路
  - (整)夜昼道路
  - (整)○大洲西道路
- 高松空港連絡道路
  - (整)香南工区

- (調)(現)伊予・松山港連絡道路

候補路線
- 高知広域環状道路
- 豊後伊予連絡道路
- 善通寺池田道路
- 香南脇道路
- 佐川須崎道路

## 九州地方整備局管内
計画路線
- 下到津ランプ連絡道路
  - (整)都下到津線
- (調)新門司港都市高速連絡道路
- (整)新北九州空港道路
- 佐賀唐津道路
  - (調)唐津相知道路
  - (整)○厳木バイパス
  - (整)○厳木多久道路
  - (現)(整)東多久バイパス
  - (整)○多久佐賀道路 （I期）
  - (調)○多久佐賀道路 (II期)
- 有明海沿岸道路
  - (整)○大牟田高田道路
  - (整)○高田大和バイパス
  - (整)○大川バイパス
  - (整)○大川佐賀道路
  - (整)○佐賀福富道路
  - (整)○福富鹿島道路
- 西彼杵道路
  - (整)○指方バイパス
  - (整)○江上バイパス(西海パールラインI期)
  - (整)○江上バイパス延伸(西海パールラインII期)
  - (整)○小迎バイパス
  - (整)○大串白似田バイパス
  - (整)○時津工区
- 長崎南北幹線道路
  - (整)○ながさき出島道路
  - (整)(都)浦上川線
  - (整)(都)長崎時津縦貫線
  - (整)(都)滑石野田線（長崎畝刈線(滑石工区)）
- 島原道路
  - (整)○島原深江道路
  - (整)○島原中央道路
  - (整)○(主)愛野島原線
  - (整)○愛野森山バイパス
  - (整)○森山拡幅（森山小野間）
- 長崎南環状線
  - (整)(主)長崎南環状線（○新戸町-田上）
- 中九州横断道路
  - (整)○犬飼千歳道路
  - (整)○千歳大野道路
  - (整)○大野竹田道路
  - (調)○竹田阿蘇道路
  - (整)○滝室坂道路
  - (整)○阿蘇大津道路
  - (整)○大津熊本道路
- 熊本天草幹線道路
  - (整)○熊本宇土道路
  - (整)○宇土道路
  - (整)○宇土三角道路
  - (整)○三角大矢野道路
  - (整)○大矢野道路
  - (整)○松島道路
  - (整)○松島有明道路
  - (整)○有明道路
  - (整)◯本渡道路(II期)
  - (整)○本渡道路
- 熊本環状道路
  - (整)○熊本西環状道路
- 大分空港道路
  - (整)○大分空港道路
  - (整)○日出バイパス
- 大分中央幹線道路
  - (整)(都)庄の原佐野線
- 中津日田道路
  - (整)○中津港線
  - (整)○中津道路
  - (整)○中津三光道路
  - (整)○三光本耶馬溪道路
  - (整)○本耶馬渓耶馬溪道路
  - (整)○耶馬溪道路
  - (整)○耶馬溪山国道路
  - (整)○日田山国道路
- (整)延岡インターアクセス道路
- 宮崎東環状道路
  - (整)春田バイパス
  - (整)広瀬バイパス
  - (整)一ツ葉道路
- 都城志布志道路
  - (整)○都城道路(II期)
  - (整)○都城道路
  - (調)(整)○(主)都城東環状線
  - (整)○末吉松山有明道路
  - (調)(整)○(主)志布志福山線（有明志布志道路）
  - (整)○志布志道路
- 北薩横断道路
  - (整)○溝辺道路
  - (整)○北薩空港道路
  - (整)○薩摩道路
  - (整)○広瀬道路
  - (整)○宮之城道路
  - (整)○泊野道路
  - (整)○紫尾道路
  - (整)阿久根高尾野道路
- 大隅縦貫道（I期）
  - (整)○串良鹿屋道路
  - (整)吾平道路
  - (整)吾平大根占田代道路
- 南薩縦貫道
  - (現)○指宿スカイライン（一部区間）
  - ○川辺道路
  - (整)○知覧道路
  - 霜出道路
- 鹿児島南北幹線道路
- 鹿児島東西幹線道路
  - (整)○鹿児島東西道路

候補路線
- 下関北九州道路
- 北九州福岡道路
- 福岡鳥栖道路
- 有明海沿岸道路（II期）
- 東彼杵道路
- 島原天草長島連絡道路
- 豊後伊予連絡道路
- 宇佐国見道路
- 宮崎環状道路
- 大隅縦貫道（II期）

### 北九州都市圏自専道等
計画路線
- 北九州都市高速道路
  - ○北九州高速1号線
  - ○北九州高速2号線
  - ○北九州高速3号線
  - ○北九州高速4号線
  - ○北九州高速5号線
    - 大谷出入口 - 牧山出入口
    - 牧山出入口 - 戸畑出入口（事業中）
- ○新若戸道路（北九州高速2号線 若戸出入口）
- ○黒崎道路（北九州高速5号線 東田出入口）
- 若戸大橋（北九州高速2号線 若戸出入口）
- 小倉駅北口連絡道路（北九州高速2号線 小倉駅北出入口）

### 福岡都市圏自専道等
計画路線
- 福岡都市高速道路
  - ○環状線
  - ○香椎線
  - ○太宰府線
  - ○空港線
    - 豊JCT - 空港通出入口
    - 空港通出入口 - 空港北口（仮称）（事業中）

  - ○粕屋線
  - ○アイランドシティ線

候補路線
- 福岡東環状道路
- 福岡空港連絡道路

## 内閣府沖縄総合事務局開発建設部管内
計画路線
- (整)(調)○名護東道路
- 沖縄西海岸道路
  - (整)読谷道路
  - (調)○嘉手納バイパス
  - (調)(現)宜野湾バイパス
  - (整)○浦添北道路
  - (調)浦添南道路
  - (整)○那覇北道路
  - (整)○那覇西道路
  - (整)豊見城道路
  - (整)糸満道路
- (整)(調)○南部東道路
- (調)那覇インターアクセス道路